# Sokołare
Sokołare (bułg. Соколаре) – wieś w Bułgarii, w obwodzie Wraca, w gminie Bjała Słatina. Według danych szacunkowych Ujednoliconego Systemu Ewidencji Ludności oraz Usług Administracyjnych dla Ludności, 15 czerwca 2020 roku miejscowość liczyła 618 mieszkańców.

## Osoby związane z miejscowością

### Zmarli
- Iwan Niwjankin (1919–1944) – bułgarski poeta, partyzant